# Писцидия
Писцидия (лат. Piscidia) — род растений семейства Бобовые включающий в себя 21 вид небольших деревьев, распространённых в Мексике, Техасе, Флориде и на Антильских островах.

## Биологическое описание
Это деревья высотой 6-8 м со сложными непарноперистыми листьями. Листочки продолговатые цельнокрайные с заострённой верхушкой, располагаются на коротких черешках. Цветки мотылькового типа, собранные в крупные кисти. Плоды — членистые бобы с летучками.

## Виды
По информации базы данных The Plant List, род включает 7 видов:
- Piscidia carthagenensis Jacq.
- Piscidia cubensis Urb.
- Piscidia ekmanii Rudd[англ.]
- Piscidia grandifolia (Donn.Sm.) I.M.Johnst.
- Piscidia havanensis (Britton & Wilson) Urb. & Ekman
- Piscidia mollis Rose
- Piscidia piscipula (L.) Sarg.